# Плаи (Смоленский район)
Плаи — деревня в Смоленском районе Смоленской области России. Входит в состав Стабенского сельского поселения. 
Расположена в западной части области в 17 км к северу от Смоленска, в 13 км севернее автодороги М1 «Беларусь», на берегу реки Сосенка. В 21 км южнее деревни расположена железнодорожная станция Смоленск на линии Москва — Минск. 

## История
В период начала русско-польской войны во время подготовки осады Смоленска, Плаи стали ареной боевых действий между отрядами смоленского воеводы Михаила Шеина и литовскими отрядами Речи Посполитой велижского старосты Александра Гонсевского. 25 марта 1609 года, Семён Гонсевский напал на Плаи, где разграбил крестьянское и церковное имущество. Летом 1609 года в Плаи стояла одна из застав под командой дворянина Ивана Жидовинова, организованных смоленским воеводой Шеиным против литовских отрядов Гонсевских.
В годы Великой Отечественной войны деревня была оккупирована гитлеровскими войсками в июле 1941 года, освобождена в сентябре 1943 года.